# ミニーのリボンショー
『ミニーのリボンショー』（Minnie's Bow-Toons）は、ディズニージュニアで放映されている子供向けテレビ番組。

## 概要
Dlife、ディズニー・チャンネル、ディズニージュニアで放映されている人気番組『ミッキーマウス クラブハウス』のスピンオフシリーズである。日本では2012年4月22日にレギュラー放送を開始した。
先行放送としては4月14日・4月15日に『クラブハウス』でミニーマウスが主役として登場する話の再放送と合わせて、第8話まで放送された。
また、2017年3月1日よりDlifeアプリで配信されている。テレビ東京系では2017年4月2日より「ディズニー・サンデー」として放送されている。
ディズニージュニアにおける現時点（2016年11月）での放送時間は、毎週月曜～金曜10:25頃、土・日7：55～8：00、『クラブハウス』放送後に、約3分ほどのミニ番組形式で放送されている。字幕放送を実施（ミニーの声は黄色、デイジーダックの声は水色、クッコーロカの声は緑色、その他のキャラクターの声は白で表示される）。
また、『クラブハウス』本編DVDの内『ディズのまほうつかい』・『ミニーレラ』・『ミニーのたのしいリボンショー』・『ポップスター・ミニー』に本作の映像がボーナスコンテンツとして収録されている。

## 作品
ミニーは、仲良しのデイジーと一緒に“リボンやさん”を開いている。その店に来るお客様のいろいろな「困っていること」を解決したり、ミニー達の日常や旅行先で起こるトラブル等を描いている。
ミニーの姪ミリーマウスとメロディマウスが準レギュラーし、新キャラクターとして黄色い小鳥「クッコーロカ」が登場している。ちなみにミニーは姪達から「ミニーおばさん」と呼ばれている。

## 声の出演（日本語吹替版）
- ミニーマウス - 水谷優子
- デイジーダック - 土井美加
- クッコーロカ - 福井美樹
- ミリーマウス - 成田紗矢香
- メロディマウス - 沖田愛
- クララベル・カウ - 福島桂子
- ミッキーマウス - 青柳隆志
- ドナルドダック - 山寺宏一
- グーフィー - 島香裕
- パンチート - 古川登志夫

## サブタイトル
シーズン１
1. パイプをなおそう
2. ポンポンをつくろう
3. おさわがせなふたり
4. フィガロのおともだち
5. まっくらなおたんじょうびかい
6. ふたりのフラワーショー
7. ゆきのダンスパーティー
8. ひこうきをなおそう
9. リボンロボット
10. おおさわぎのファッションショー

シーズン２
1. かんばんをなおそう
2. リボンやさんのカギ
3. ふしぎなウサギ
4. カニでおおさわぎ
5. ピアノをはこぼう
6. リボンマシン3000
7. タマゴのおせわ
8. おかしなてんき
9. こぶたちゃんのこもり
10. リボンやさんのもようがえ

シーズン３
1. ハッピー・ハロウィーン
2. さいこうのパートナー
3. ペット・カレンダー
4. おじゃまなハト
5. みんなのクリスマスツリー
6. こうえんのおさんぽ
7. クララベルとニワトリ
8. どろんこカーニバル
9. ゴンドラでおおさわぎ
10. リボンのピザやさん
11. クララベルのダンス
12. クィーンへのプレゼント
13. ぶたいでおおさわぎ
14. みんなのかんしゃさい
15. だいじなアンテナ
16. こまっためざましどけい
17. パジャマ・パーティー
18. たのしいキャンプ
19. ピクニックでおおさわぎ
20. デイジーのおおそうじ